# Gällivare museum
Gällivare museum är ett svenskt kommunalt kultur- och lokalhistoriskt museum i Gällivare.
Gällivare museum inrättades av Gellivare sockens hembygdsförening och drivs sedan 1999 av Gällivare kommun. Det låg ursprungligen i den tidigare epidemisjukstugan i Gällivare hembygdsområde och flyttade senare till en källare på Industrigatan och 1994 till Gamla Centralskolan.
Gällivare museum har utställningar på våning 2 och 3 samt i trapphuset. Basutsällningarna visar samisk kulturhistoria, nybyggarliv och natur samt gruvorna.
Museet förvaltar kommunens konstsamling samt kyrkoherden Johan Curtelius bibliotek, bibliotekschefen Adolf Henriksons konstsamling och Gruvarbetarnas konstsamling, vilken består av de cirka 120 konstverk som skänktes till gruvarbetarna under gruvstrejken 1969.